# کارانگتانگین
کارانگتانگین شهری در شهرستان ساپونه در استان بازگا در بورکینافاسوی مرکزی است و جمعیت آن ۵۶۲ نفر است.